# Jaime Torres Bodet

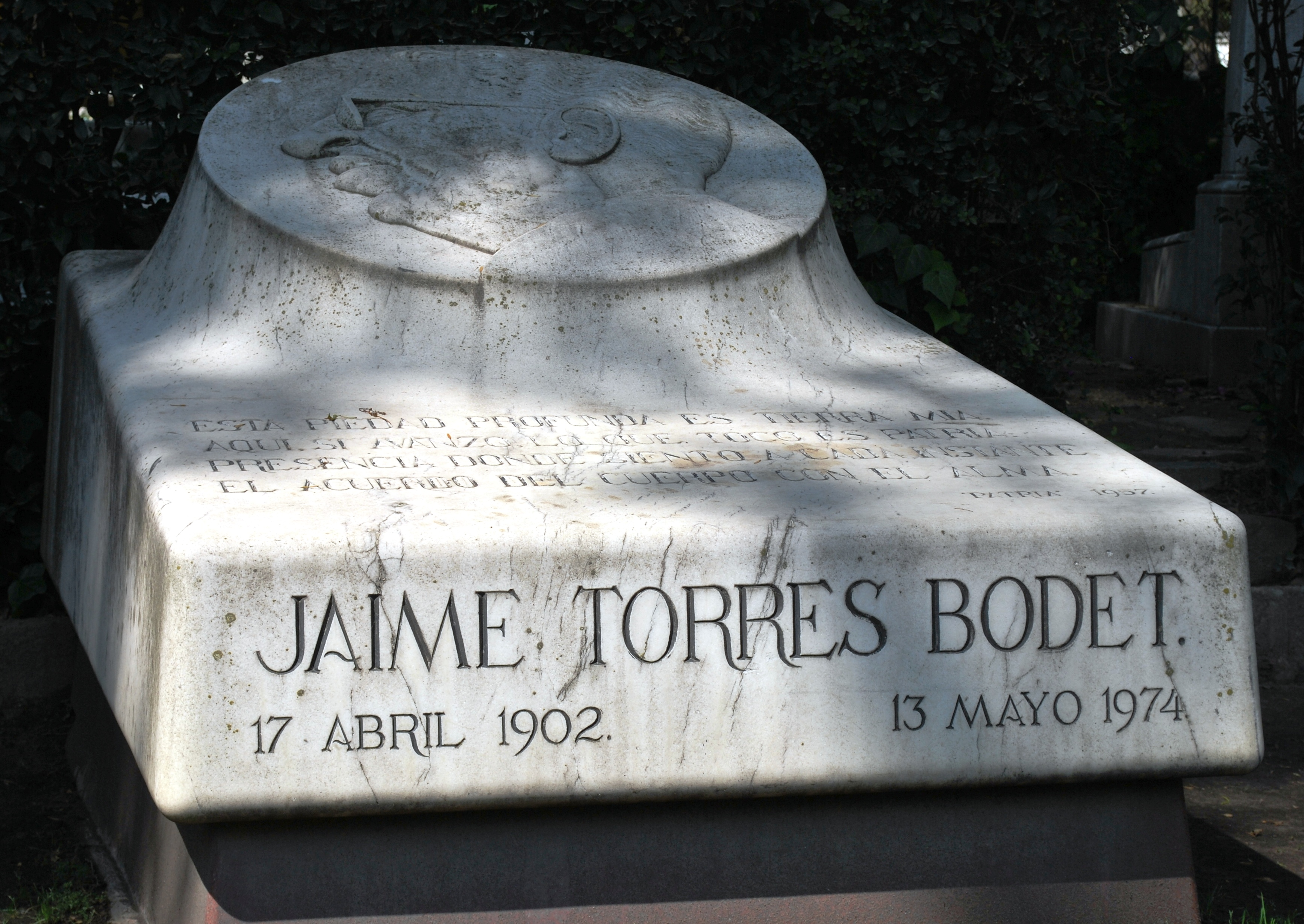
Sepulcre de Jaime Torres Bodet a la Rotonda de les Persones Il·lustres (Mèxic)

Jaime Torres Bodet, (Ciutat de Mèxic, 17 d'abril de 1903 - 13 de maig de 1974), fou un poeta i escriptor mexicà, va ser director general de la UNESCO del 1948 al 1952. El seu treball en l'alfabetització ha estat reconegut, a més de ser implementador de la política de relacions exteriors durant la Revolució Cubana.

## Obres
- Sonetos (1949)
- Fronteras (1954)
- Sin tregua (1957)
- Contemporáneos (1928)
- Tiempo de arena (1955)
- Autobiografia (1955)
- Balzac (1959)
- Tolstoi (1965)
- Darío (1966)
- Proust (1967);
- Memorias (Cinc volums) (1961)